# Kolegiata św. Tomasza z Villanuevy w Castel Gandolfo
Kolegiata św. Tomasza z Villanuevy w Castel Gandolfo (wł. Collegiata di San Tommaso da Villanova) – rzymskokatolicki kościół kolegiacki w Castel Gandolfo, we Włoszech.
Opiekę duszpasterską nad kościołem sprawują salezjanie. Świątynia znana jest z mszy świętych odprawianych w nim latem przez wypoczywających w mieście papieży.

## Lokalizacja
Kościół znajduje się przy Piazza della Libertà, nieopodal Pałacu Papieskiego w Castel Gandolfo. Na mocy traktatów laterańskich jest eksterytorialną posiadłością Stolicy Apostolskiej.
W administracji kościelnej kościół położony jest na obszarze parafii św. Tomasza z Villanuevy w Castel Gandolfo, w dekanacie Albano, w diecezji Albano.

## Patron
Według pierwotnych planów patronem świątyni miał zostać św. Mikołaj z Miry. Ostatecznie wybrano jednak św. Tomasza z Villanuevy, kanonizowanego przez fundatora kościoła w roku rozpoczęcia jego budowy. W krypcie kościoła istnieje kaplica pw. św. Mikołaj z Miry.

## Historia
Kościół na zlecenie papieża Aleksandra VII zaprojektował architekt papieski Giovanni Lorenzo Bernini. Powstał on obok zamku zakupionego przez Stolicę Apostolską w 1596, który w XVII w. stał się letnią rezydencją papieży i którego przebudowę ukończył Aleksander VII. Budowę świątyni rozpoczęto 15 kwietnia 1658 i trwała ona trzy lata, do 1661.
W 1665 prowadzenie duszpasterstwa przy nim papież Aleksander VII powierzył augustianom, którzy sprawowali opiekę duszpasterską także nad parafiami watykańskimi. W 1929 papież Pius XI zastąpił augustianów salezjanami.

## Architektura i sztuka
Kościół reprezentuje styl barokowy, z nawiązaniami do renesansu. Zbudowany jest na planie nieznacznie zmodyfikowanego zgodnie z barokowymi kanonami krzyża greckiego. Fasada prosta z toskańskimi lizenami i tympanonem, pierwotnie koloru białego, później ochrowego, po czym przywrócono jej oryginalną barwę. Z tyłu znajduje się dzwonnica. Skrzyżowanie naw przykrywa renesansowa kopuła z bębnem i latarnią.
Wnętrze proste. Wyróżnia się barokowy ołtarz główny z obrazem Ukrzyżowanie Chrystusa Pietra da Cortony.

## Galeria

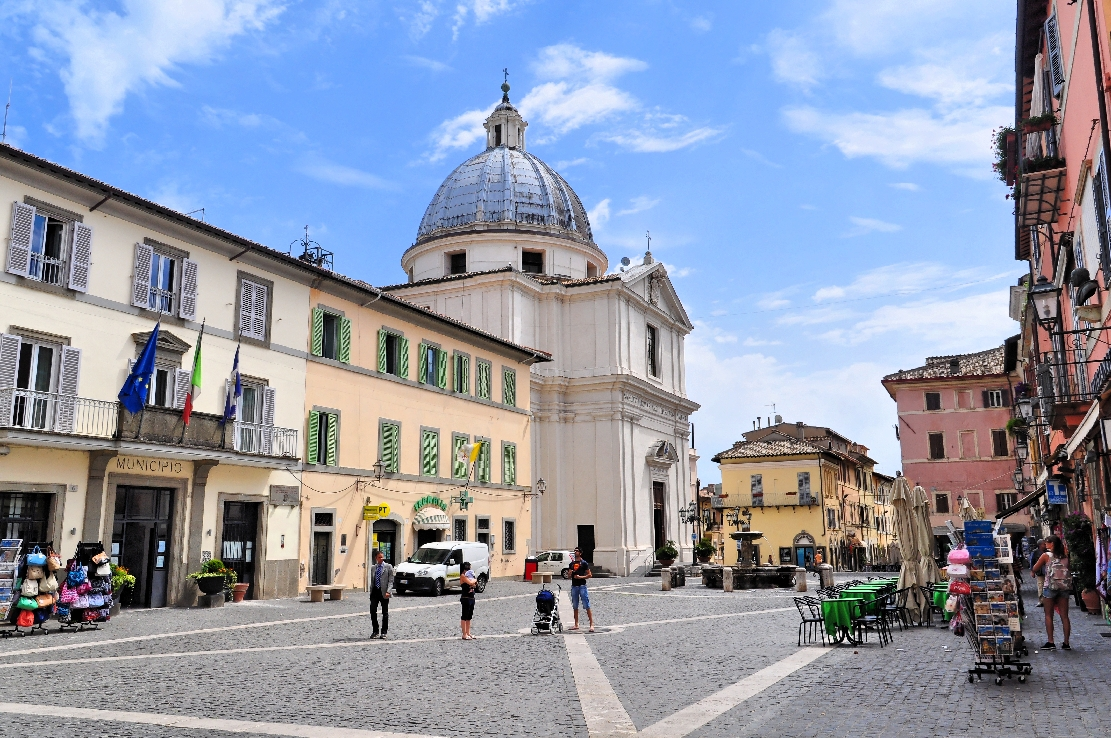
widok z Piazza della Libertà
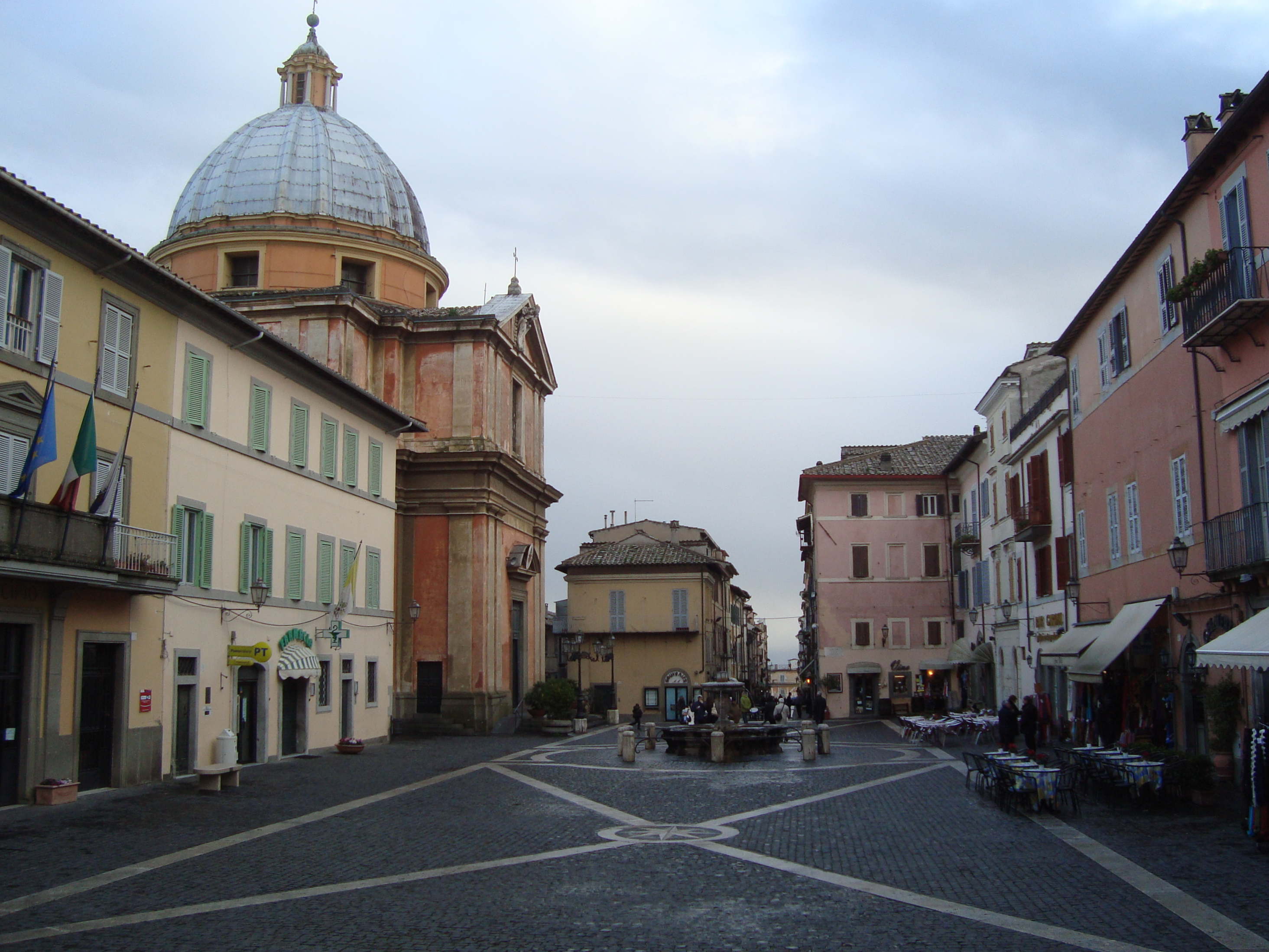
kościół w ochrowym malowaniu
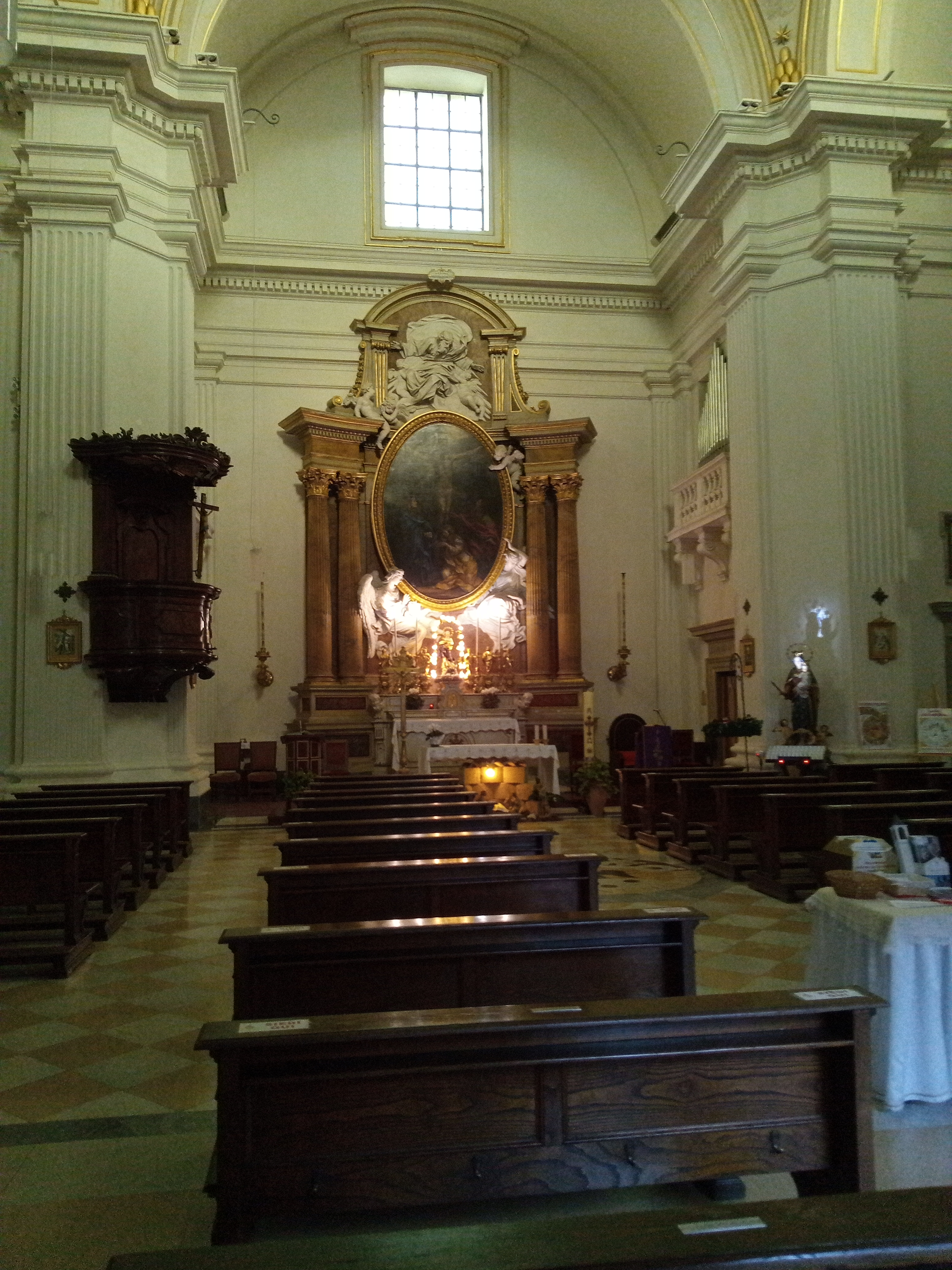
wnętrze
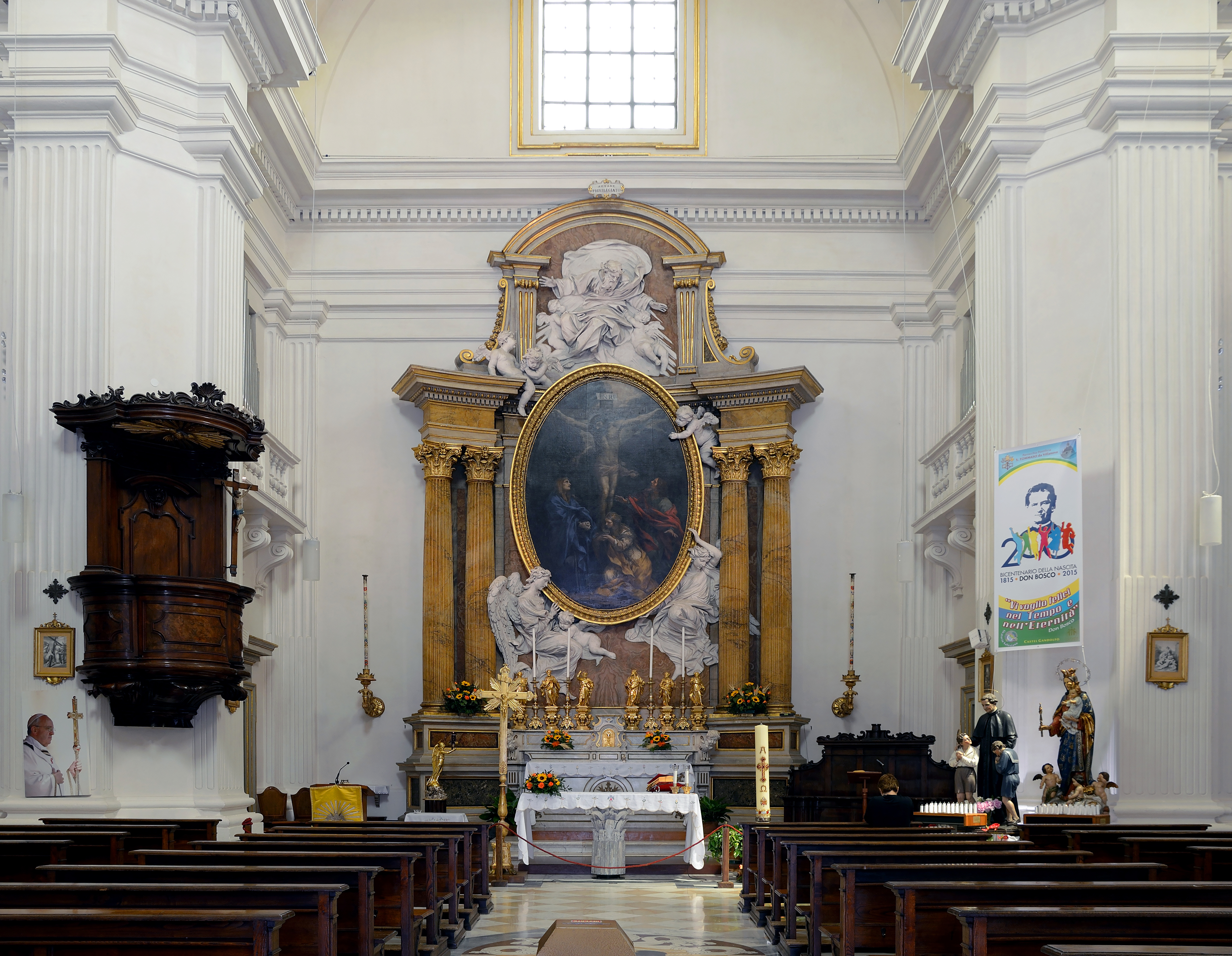
ołtarz główny
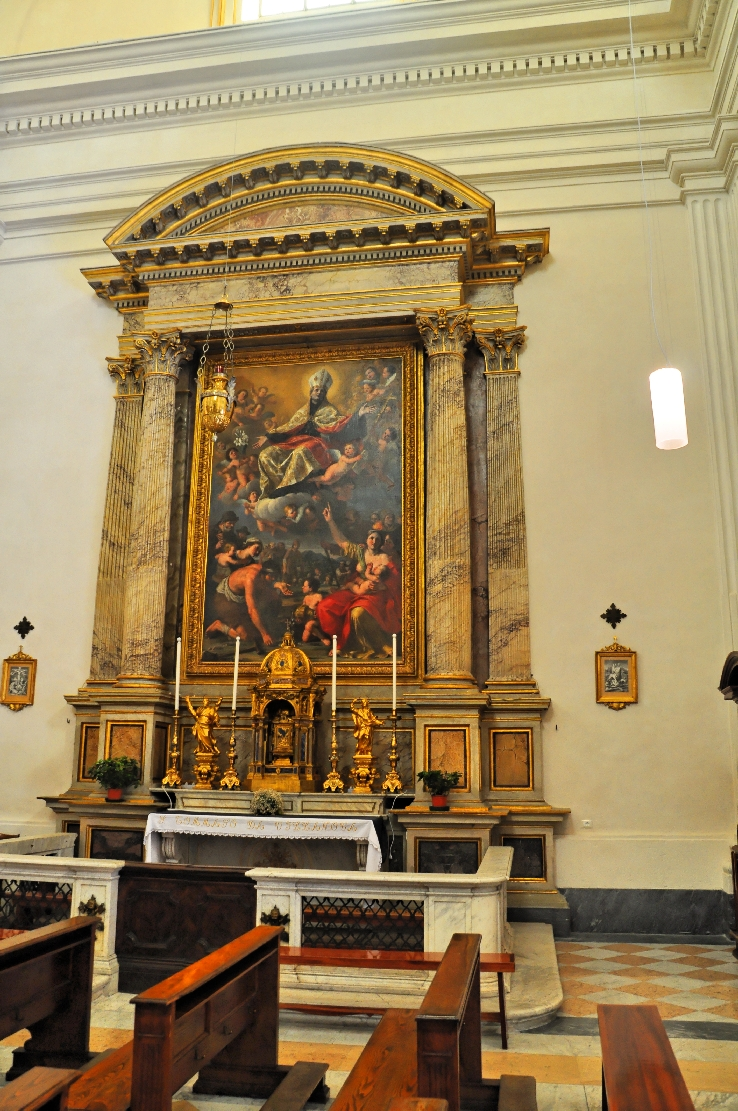
ołtarz boczny św. Tomasza z Villanuevy
kopuła, widok wewnętrzny
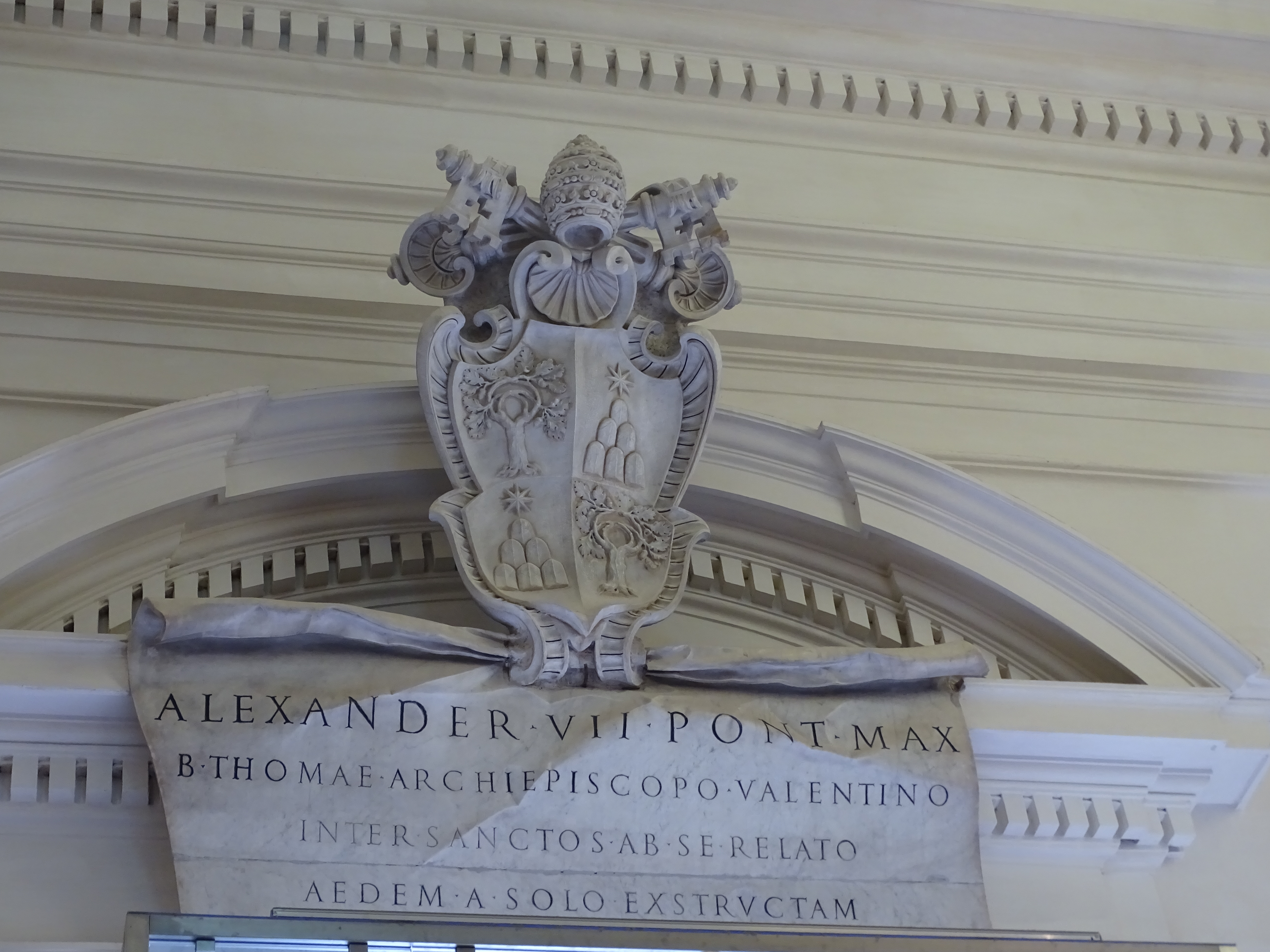
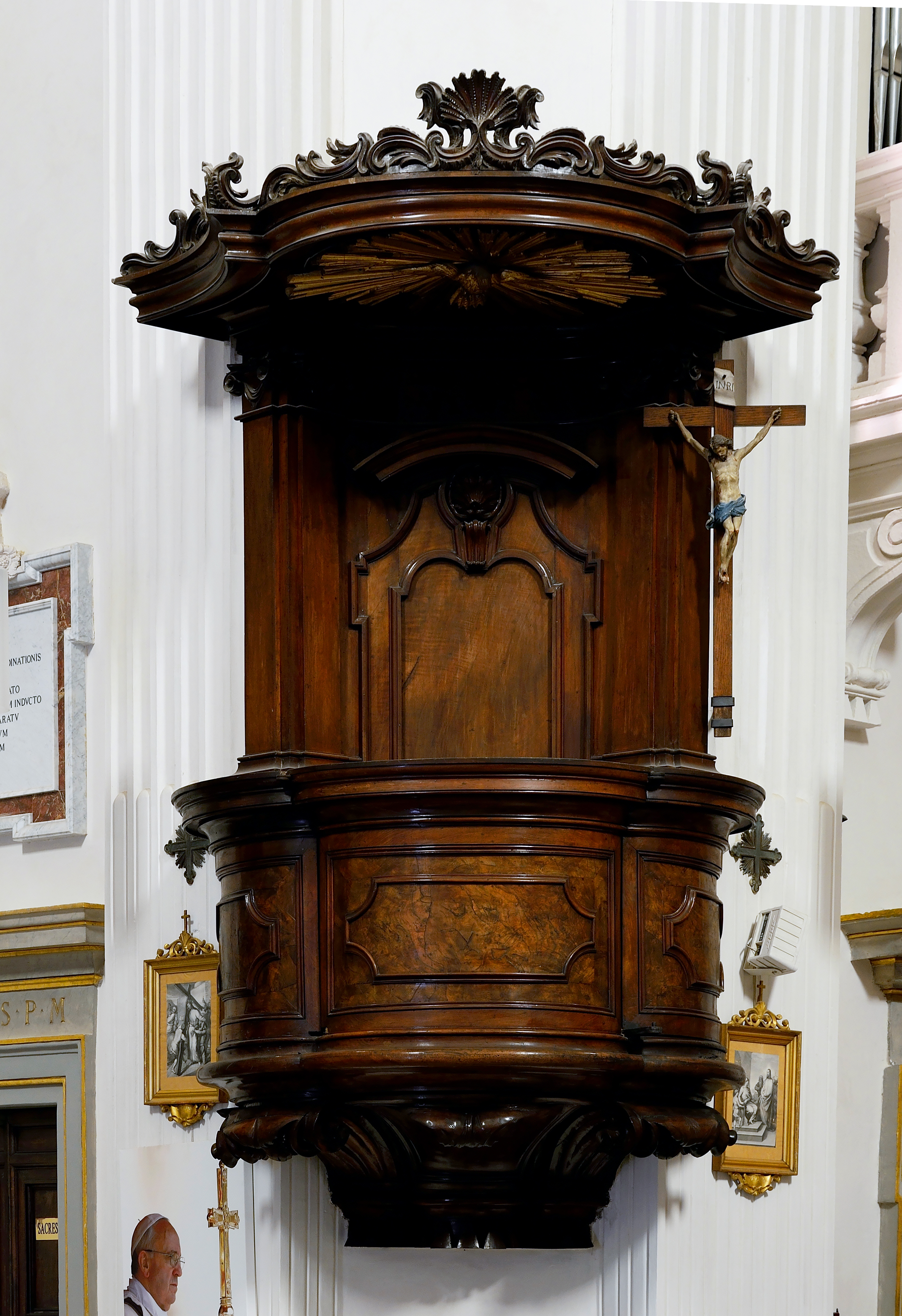
ambona
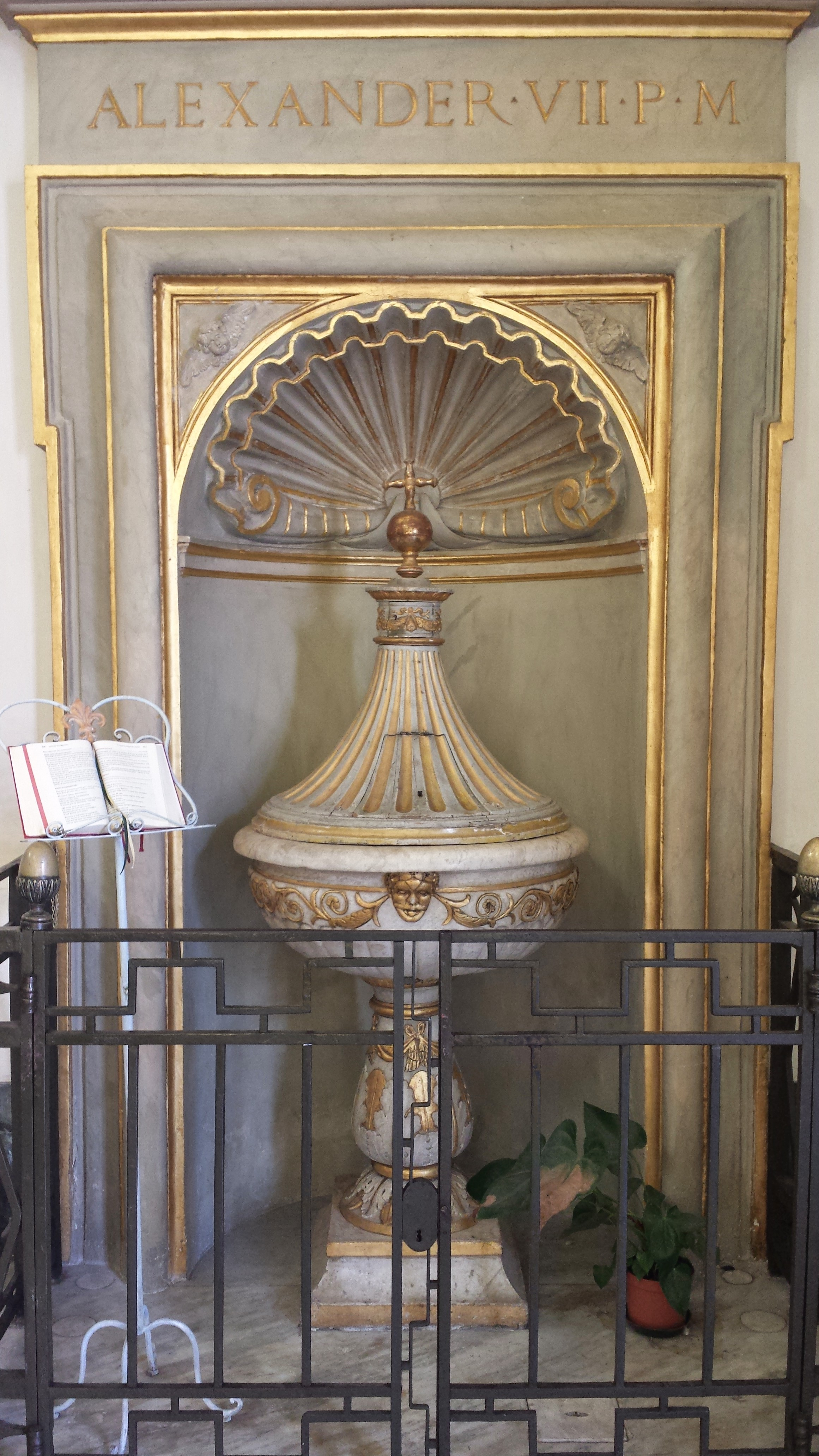
chrzelnica
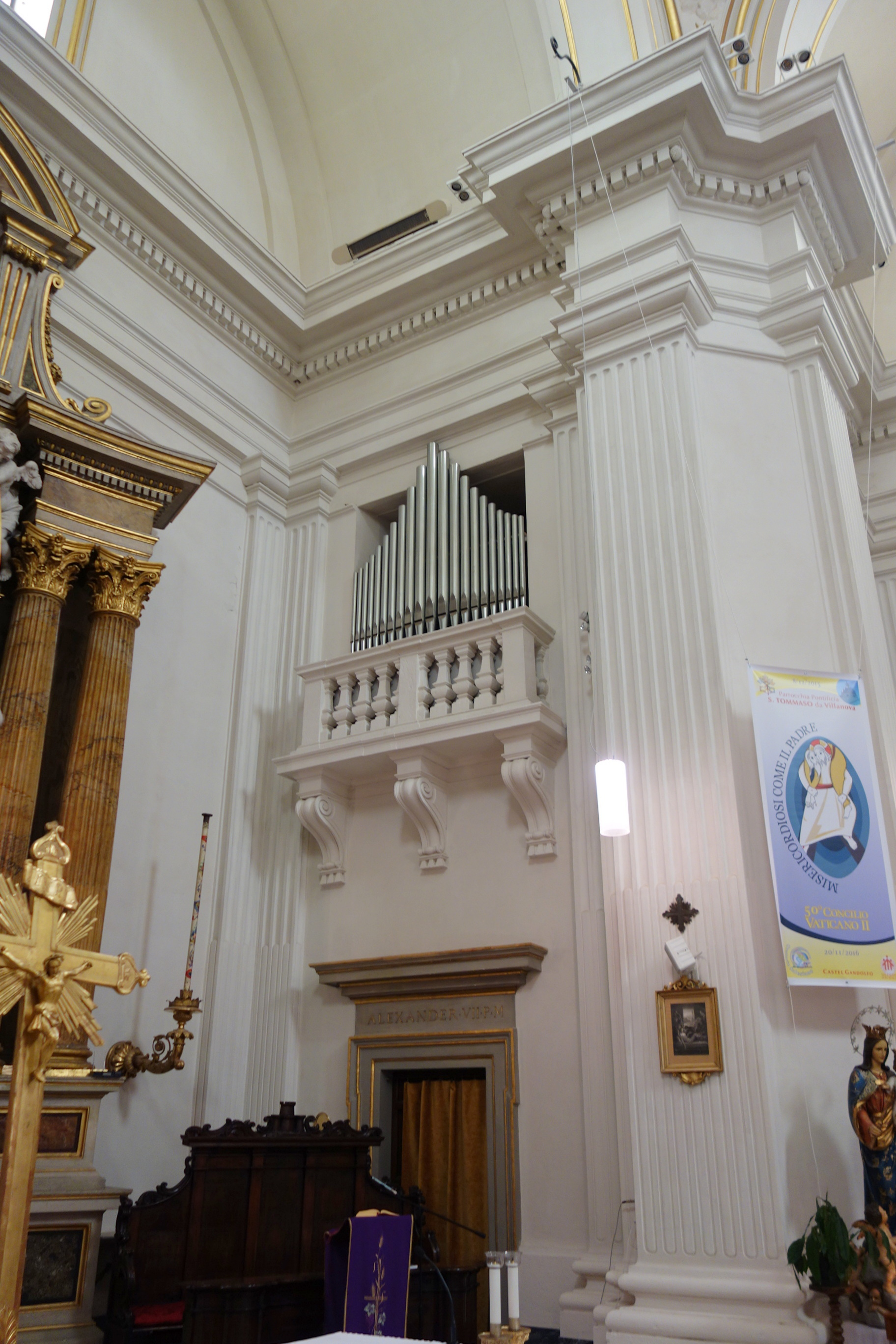
organy